# Saeed Akhtar Mirza
Saeed Akhtar Mirza (nacido el 30 de junio de 1943) es un guionista y director indio de cine y televisión en hindi. Es el creador de notables películas paralelas como Mohan Joshi Hazir Ho! (1984), Albert Pinto Ko Gussa Kyoon Aata Hai (1980), Salim Langde Pe Mat Ro (1989) y Naseem (1995), que ganó dos Premios Nacionales de Cine en 1996. Saeed Mirza fue honrado con Lifetime Premio al Logro en ICA - Festival Internacional de Cine de Artefactos Culturales en 2020.
Es director de las populares series de televisión Nukkad (Street Corner) (1986) e Intezaar (Espera) (1988), junto con varios documentales sobre bienestar social y activismo cultural. También es fideicomisario de ANHAD, una ONG con sede en Delhi que trabaja por la armonía comunitaria.

## Primeros años y educación
Saeed nació en 1943, en Bombay, Maharashtra, hijo de Akhtar Mirza, destacado guionista en la década de 1960.
Después de trabajar en publicidad durante algún tiempo, Mirza se unió al Instituto de Cine y Televisión de la India (FTII), Pune, India, donde se graduó en 1976. Posteriormente, más adelante en su carrera, también enseñó en el instituto, convirtiéndose en presidente del primer instituto.

## Carrera
Saeed Akhtar Mirza comenzó su carrera como realizador de documentales en 1976 y se graduó en películas con el aclamado Arvind Desai Ki Ajeeb Dastaan (1978), sobre las frustraciones de una juventud idealista atrapada en la trampa de una cultura del dinero feudal. Ganó el premio Filmfare Critics a la mejor película del año. Le siguió Albert Pinto Ko Gussa Kyoon Aata Hai (1980), sobre un joven enfadado, en busca de sus identificaciones étnicas y de clase. Esto también ganó el premio Filmfare Critics a la mejor película. A continuación, en esta serie suya basada en la clase media urbana, llegó su sátira sobre el sistema judicial indio, Mohan Joshi Hazir Ho! (1984), una pareja de ancianos que lucha durante años en su caso legal que se ejecuta durante años bajo un poder judicial corrupto, en nexo con el desarrollador de bienes raíces. Ambientada en la 'clase media' urbana, su película narra sus luchas y la búsqueda de identidad en un paisaje y condiciones económicas que cambian rápidamente. Luego, finalmente, en sus películas llenas de angustia, llegó Salim Langde Pe Mat Ro (1989), protagonizada por Pawan Malhotra, un joven musulmán arquetípico atrapado en el círculo del crimen y la recriminación, y su estado colectivo en medio de un creciente comunalismo, una mentalidad de gueto y una búsqueda. por una identidad étnica que no choque con una identidad nacional.
Mientras tanto, dirigió y produjo las populares series de televisión Nukkad (Street Corner) (1986) e Intezaar (Wait) (1988), la primera ambientada en la clase media baja de varias comunidades, que se reúnen en la esquina de una calle en el suburbio de Mumbai, comparten su lucha de la supervivencia cotidiana en un mundo duro, y fue un gran éxito. Ha dado numerosas conferencias sobre cine indio en universidades de India y Estados Unidos. Contribuye regularmente en periódicos y revistas indios sobre debates políticos actuales y mediante reseñas de películas.
Su última película, Naseem, se estrenó en 1995 ambientada en el colapso de una estructura secular posterior a la era de la demolición de Babri Masjid. La película apareció en el libro de Avijit Ghosh, 40 Retakes, Bollywood Classics you May Have Missed. Después de eso, como dijo, "La demolición de Babri Masjid fue la gota que colmó el vaso. Naseem fue casi como un epitafio. Después de la película, realmente no tenía nada que decir. Necesitaba recuperar mi fe y mantener mi cordura. Así que decidió viajar por la India y documentarlo en una cámara de video". Posteriormente dedicó su tiempo a viajar, escribir y realizar documentales. Más tarde comenzó su trabajo autobiográfico, finalmente lanzado en 2008, como su novela inaugural llamada Ammi: Letter to a Democratic Mother que trata sobre los recuerdos de su madre fallecida en 1990 y una serie de viñetas compuestas por fábulas sufíes, recuerdos de infancia.
Saeed Akhtar Mirza es miembro vitalicio del Club Internacional de Cine y Televisión de la Academia Asiática de Cine y Televisión. Actualmente se encuentra realizando la película Ek Tho Chance.

## Vida personal
Su padre, Akhtar Mirza, fue un destacado guionista de cine, con créditos como Naya Daur y Waqt. Su hermano es Aziz Mirza, el director de Bollywood responsable del lanzamiento de Shahrukh Khan, después de dirigir la serie de televisión Circus en 1989.
Vive en Mumbai y Goa con su esposa Jennifer. Sus hijos Safdar y Zahir viven en Nueva York y Dubái, respectivamente.

## Filmografía
| Año  | Título                               | Director | Guionista | Productor | Notas               | Ref. |
| ---- | ------------------------------------ | -------- | --------- | --------- | ------------------- | ---- |
| 1976 | Slum Eviction                        | Sí       | No        | No        |                     |      |
| 1976 | Murder                               | Sí       | No        | No        |                     |      |
| 1976 | Ghashiram Kotwal                     | Sí       | No        | No        |                     |      |
| 1977 | Urban Housing                        | Sí       | No        | No        |                     |      |
| 1978 | Arvind Desai Ki Ajeeb Dastaan        | Sí       | Sí        | No        | Historia            |      |
| 1980 | Albert Pinto Ko Gussa Kyoon Aata Hai | Sí       | Sí        | Sí        |                     |      |
| 1982 | Piparsod                             | Sí       | No        | No        |                     |      |
| 1984 | Mohan Joshi Hazir Ho!                | Sí       | Sí        | No        | Historia            |      |
| 1984 | The Rickshaw Pullers of Jabalpur     | Sí       | No        | No        |                     |      |
| 1986 | Nukkad                               | Sí       | No        | No        | Serie de televisión |      |
| 1987 | Is Anybody Listening?                | Sí       | No        | No        |                     |      |
| 1988 | We Shall Overcome                    | Sí       | No        | No        |                     |      |
| 1988 | Intezzar                             | Sí       | No        | No        | Serie de televisión |      |
| 1989 | Salim Langde Pe Mat Ro               | Sí       | Sí        | No        | Historia            |      |
| 1992 | Ajanta and Ellora                    | Sí       | No        | No        |                     |      |
| 1995 | Naseem                               | Sí       | Sí        | No        |                     |      |
| 2001 | Choo Lenge Akash                     | No       | Sí        | No        |                     |      |
| 2018 | Karma Café                           | No       | Sí        | No        | Cortometraje        |      |
| TBA  | Ek Tho Chance                        | Sí       | No        | No        |                     |      |

Saeed Mirza: The Leftist Sufi (2016), un documental sobre Mirza y sus obras dirigido por Kireet Khurana y Padmakumar Narasimhamurthy, se estrenó en 2016.

## Premios
| Año  | Premio               | Título                               | Categoría                               | Ref.   |
| ---- | -------------------- | ------------------------------------ | --------------------------------------- | ------ |
| 1979 | Premios Filmfare     | Arvind Desai Ki Ajeeb Dastaan        | Mejor Película                          |        |
| 1981 | Premios Filmfare     | Albert Pinto Ko Gussa Kyoon Aata Hai | Mejor Película                          | [ 10 ] |
| 1984 | National Film Awards | Mohan Joshi Hazir Ho!                | Mejor Película sobre Bienestar Familiar |        |
| 1996 | National Film Awards | Naseem                               | Mejor Dirección                         |        |
| 1996 | National Film Awards | Naseem                               | Mejor Guion                             |        |

## Novelas
- Ammi: Letter to a Democratic Mother (2008)
- The Monk, the Moor & Moses Ben Jalloun (2012)